# فريندز: الواحدة مع كل المعلومات العامة
فريندز: الواحدة مع كل المعلومات العامة (بالإنجليزية: Friends: The One with All the Trivia)‏ هي لعبة فيديو صدرت في عام 2005 طُوِرَت بواسطة أرتاك ستوديوز وأصدرتها «وارنر برذرز إنتيراكتيف إنتراتيمنت» لجهاز بلاي ستيشن 2 ونظام تشغيل مايكروسوفت ويندوز.

## طريقة اللعب
تستضيف اللعبة ماغي ويلر (جانيس) وجيمس مايكل تايلر (غونثر) وإليوت غولد (جاك غيلر) وكريستينا بيكلز (جودي غيلر) ، وتضم أكثر من 3000 سؤال حول المسلسل. تحتوي اللعبة على 700 مقطع عرضي ومقطع صوتي وموسيقى أصلية وضحك الجمهور الحي.

## إنتاج
آصدرت اللعبة في 21 نوفمبر 2005، وكانت مرافقا لإصدار دي في دي كامل المسلسل من «شركة وارنر هاوم فيديو» (بعنوان «الواحدة مع كل المواسم العشرة»)، والذي آصدر قبل ثلاثة أسابيع في أكتوبر 31.

## الاستقبال النقدي
قال موقع «أيس غايمز» (بالإنجليزية: Ace Gamez)‏ أن اللعبة ستكون لعبة احتفالية رائعة لمحبي فريندز. شعر موقع «تشيت سيسي» (بالإنجليزية: Cheat CC)‏ أن اللعبة بدت رخيصة. لاحظ موقع «جوغوز» (بالإنجليزية: Jogos)‏ أن جودة اللعبة لا تزال رديئة جدًا لهذا النوع من الإصدارات على الرغم من ميزانيته.
أشار موقع «7وولف» (بالإنجليزية: 7Wolf)‏ إلى أن اللعبة ستكون «غير مجدية على الإطلاق» لأي لاعب لم يشاهد مسلسل فريندز. انتقد موقع «غايمزاون» (بالإنجليزية: Gamezone)‏ رسومات اللعبة المنقطة وقراء الأسئلة «المزعجين». قال موقع آي جي إن أن رسومات الواجهة الأمامية للعبة تبدو وكأنها مصنوعة من فلاش. شعر موقع «جيفيديو» (بالفرنسية: Jeuxvideo)‏ أن الأسئلة كانت إما صعبة للغاية أو سهلة للغاية. شعر موقع «20 دقيقة» (بالفرنسية: 20 minutes)‏ أن طريقة اللعب كانت شائعة جدًا. أشار موقع «غايمكالت» (بالفرنسية: Gamekult)‏ إلى أن جودة لعبة الفيديو سيئة.